# بوروندی در المپیک تابستانی ۲۰۲۴
کاروان المپیکی بوروندی، یکی از کاروان‌های شرکت‌کننده در بازی‌های المپیک تابستانی ۲۰۲۴ بود. این دوره از بازی‌ها از ۲۶ ژوئیه تا ۱۱ اوت ۲۰۲۴ (۵ تا ۲۱ امرداد ۱۴۰۳ خورشیدی) به میزبانی پاریس، پایتخت فرانسه برگزار شد. این حضور، هشتمین حضور کاروان بوروندی در المپیک پس از نخستین حضور در المپیک ۱۹۹۶ بود.

## شرکت‌کنندگان
فهرست ورزشکاران این کاروان به شرح زیر است.
| ورزش        | مردان | زنان | مجموع |
| ----------- | ----- | ---- | ----- |
| دو و میدانی | ۳     | ۱    | ۴     |
| جودو        | ۰     | ۱    | ۱     |
| شنا         | ۱     | ۱    | ۲     |
| مجموع       | ۴     | ۳    | ۷     |